# شهرستان باقم
ناحیهٔ باقم (به عربی: مدیریة باقم) یک ناحیه در یمن است که در استان صعده واقع شده‌است.
ناحیهٔ باقم ۲۲٬۹۶۵ نفر جمعیت دارد.